# Les Mignons

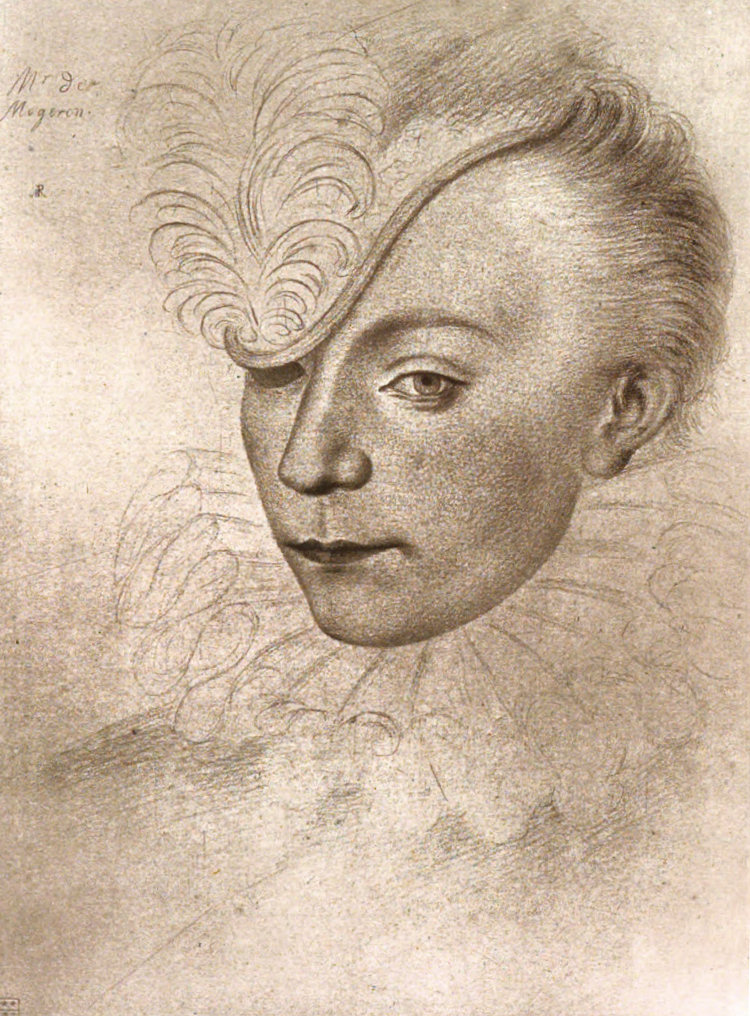
Louis de Maugiron, en av det franska hovets mignons.

Les Mignons (från franskans mignon eller "älsklingarna") var en term som användes i propagandan mot kung Henrik III av Frankrike under hugenottkrigen. Den betecknade kungens gunstlingar, eleganta unga män vid hovet. De var kända för att ägna tid åt sitt utseende och utpekades i propagandan som kungens homosexuella sexualpartners.
Henrik III samlade efter sin tronbestigning ett kotteri av unga män och tonåriga ynglingar omkring sig som väckte uppseende för sitt attraktiva utseende, sin elegans och sitt vulgära och blasfemiska språkbruk, och som kungen spenderade stora summor pengar på. Hugenotterna använde dem i propagandan och utpekade dem som kungens manliga mätresser. Huruvida detta var med sanningen överensstämmande eller enbart förtal är okänt. Termen användes dock för att svärta ned den katolska dynastin Valois, eftersom homosexualitet under denna tid ansågs vara en svår synd. Propagandan om mignons bedöms ha bidragit till Valoisdynastins dåliga rykte under hugenottkrigen.